# Vincent Wolfsteiner
Vincent Wolfsteiner (* 11. März 1966 in München) ist ein deutscher Opernsänger (Tenor).

## Leben
Erste Auftritte absolvierte Wolfsteiner 2000. Danach sang er in den USA und Deutschland. 2006 gewann er den ersten Preis der Liederkranz Foundation in New York. In Deutschland war er insbesondere am Anhaltischen Theater in Dessau und dem Volkstheater Rostock tätig. Überregional sorgte die Aufführung von Jaromír Weinbergers Oper Wallenstein durch das Theater & Philharmonie Thüringen in Gera für Aufsehen, in der Wolfsteiner den Max Piccolomini sang.
2010 sang er den Siegmund in Barrie Koskys Inszenierung des Rings des Nibelungen an der Staatsoper Hannover.
Ab der Spielzeit 2012/13 war er bis zum Ende der Spielzeit 2014/15 am Staatstheater Nürnberg engagiert, wo er Partien wie die Titelrollen in Tristan und Isolde und Andrea Chénier sowie im Siegfried sang. Mit Beginn der Spielzeit 2015/16 wechselte er ins Ensemble der Oper Frankfurt.